# Conrad, Iowa
Conrad là một thành phố thuộc quận Grundy, tiểu bang Iowa, Hoa Kỳ. Năm 2010, dân số của thành phố này là 1108 người.

## Dân số
Dân số qua các năm:
- Năm 2000: 1055 người.
- Năm 2010: 1108 người.